# پرتغال در المپیک تابستانی ۲۰۲۴
کاروان المپیکی پرتغال، یکی از کاروان‌های شرکت‌کننده در بازی‌های المپیک تابستانی ۲۰۲۴ بود. این دور از بازی‌ها، از ۲۶ ژوئیه تا ۱۱ اوت ۲۰۲۴ ۲۰۲۴ (۵ تا ۲۱ امرداد ۱۴۰۳ خورشیدی) به میزبانی پاریس، پایتخت فرانسه برگزار شد. این حضور، بیست و ششمین حضور رسمی کاروان المپیکی پرتغال در بازی‌های المپیک تابستانی بود. نخستین حضور آنها به بازی‌های المپیک تابستانی ۱۹۱۲ بازمی‌گردد که در استکهلم برگزار شد.
در این دوره، کاروان پرتغال بهترین نتیجه تاریخ خود را کسب کرد. آنها پیشتر در ۲۰۲۰، توانسته بودند ۱ مدال طلا، یک نقره و دو برنز کسب کنند اما در این دوره، با یک طلا، دو نقره و یک برنز در جایگاه پنجاهم رده‌بندی کلی این دوره از بازی‌ها قرار گرفت.
برای نخستین‌بار در تاریخ، پرتغال توانست یک مدال را در دومین حضور خود در رشته دوچرخه‌سواری (نخستین حضور ۲۰۲۰ توکیو) کسب کند. با کسب یک مدال طلا در ماده مدیسون (امدادی) و یک مدال نقره در ماده اومنیوم مردان، یوری لیتائو به نخستین پرتغالی تبدیل شد که در یک دوره المپیک در بخش غیر دو و میدانی، دو مدال کسب می‌کند. جودوکاران پرتغالی در این دوره، برای سومین دوره‌ی پیاپی موفق به کسب مدال برنز شدند. پاتریسیا سامپایو در وزن ۷۸ کیلوگرم زنان، راه ژورژی فونسکا (۱۰۰ کیلوگرم مردان) در ۲۰۲۰ توکیو و تلما مونتیرو (۵۷ کیلوگرم زنان) در ۲۰۱۶ ریو را ادامه داد.

## مدال‌آوران
| مدال | ورزشکار                  | ورزش        | رویداد          | تاریخ  |
| ---- | ------------------------ | ----------- | --------------- | ------ |
| طلا  | یوری لیتائو روی اولیویرا | دوچرخه‌سواری | مدیسون مردان    | ۱۰ اوت |
| نقره | ایوری لیتائو             | دوچرخه‌سواری | اومنیوم مردان   | ۸ اوت  |
| نقره | پدرو پابلو پیچاردو       | دو و میدانی | پرش سه‌گام مردان | ۹ اوت  |
| برنز | پاتریسیا سامپایو         | جودو        | ۷۸ کیلوگرم زنان | ۱ اوت  |

| مدال براساس ورزش | مدال براساس ورزش | مدال براساس ورزش | مدال براساس ورزش | مدال براساس ورزش |
| ---------------- | ---------------- | ---------------- | ---------------- | ---------------- |
| ورزش             | 1                | 2                | 3                | کل               |
| جودو             | ۰                | ۰                | ۱                | ۱                |
| دو و میدانی      | ۰                | ۱                | ۰                | ۱                |
| دوچرخه‌سواری      | ۱                | ۱                | ۰                | ۲                |
| کل               | ۱                | ۲                | ۱                | ۴                |

| مدال براساس جنسیت | مدال براساس جنسیت | مدال براساس جنسیت | مدال براساس جنسیت | مدال براساس جنسیت |
| ----------------- | ----------------- | ----------------- | ----------------- | ----------------- |
| جنسیت             | 1                 | 2                 | 3                 | کل                |
| زنان              | ۰                 | ۰                 | ۱                 | ۱                 |
| مردان             | ۱                 | ۲                 | ۰                 | ۳                 |
| مختلط             | ۰                 | ۰                 | ۰                 | ۰                 |
| کل                | ۱                 | ۲                 | ۱                 | ۴                 |

| مدال براساس تاریخ | مدال براساس تاریخ | مدال براساس تاریخ | مدال براساس تاریخ | مدال براساس تاریخ | مدال براساس تاریخ |
| ----------------- | ----------------- | ----------------- | ----------------- | ----------------- | ----------------- |
| تاریخ             | 1                 | 2                 | 3                 | کل                |                   |
| ۱ اوت             | ۰                 | ۰                 | ۱                 | ۱                 |                   |
| ۸ اوت             | ۰                 | ۱                 | ۰                 | ۱                 |                   |
| ۹ وت              | ۰                 | ۱                 | ۰                 | ۱                 |                   |
| ۱۰ اوت            | ۱                 | ۰                 | ۰                 | ۱                 |                   |
| کل                | ۱                 | ۲                 | ۱                 | ۴                 |                   |

| چندمداله‌ها  | چندمداله‌ها  | چندمداله‌ها | چندمداله‌ها | چندمداله‌ها | چندمداله‌ها | چندمداله‌ها |
| ----------- | ----------- | ---------- | ---------- | ---------- | ---------- | ---------- |
| ورزشکار     | ورزش        | 1          | 2          | 3          | کل         |            |
| یوری لیتائو | دوچرخه‌سواری | ۱          | ۱          | ۰          | ۲          |            |

## شرکت‌کنندگان
ورزشکاران کاروان پرتغال در رشته‌های زیر در این دوره از بازی‌های المپیک شرکت کردند.
| ورزش             | مردان | زنان | کل |
| ---------------- | ----- | ---- | -- |
| دو و میدانی      | ۹     | ۱۳   | ۲۲ |
| رقص بریک         | ۰     | ۱    | ۱  |
| قایقرانی         | ۳     | ۱    | ۴  |
| دوچرخه‌سواری      | ۴     | ۳    | ۷  |
| سوارکاری         | ۳     | ۲    | ۵  |
| ژیمناستیک        | ۱     | ۱    | ۲  |
| جودو             | ۲     | ۵    | ۷  |
| قایقرانی بادبانی | ۲     | ۲    | ۴  |
| تیراندازی        | ۰     | ۱    | ۱  |
| اسکیت‌برد         | ۲     | ۰    | ۲  |
| شیرجه            | ۰     | ۲    | ۲  |
| شنا              | ۳     | ۲    | ۵  |
| تنیس روی میز     | ۳     | ۲    | ۵  |
| تنیس             | ۲     | ۰    | ۲  |
| سه‌گانه           | ۲     | ۲    | ۴  |
| کل               | ۳۶    | ۳۷   | ۷۳ |